# Parque Lage
Parque Lage är en park i Brasilien.   Den ligger i delstaten Rio de Janeiro, i den sydöstra delen av landet, 900 km sydost om huvudstaden Brasília. Parque Lage ligger 31 meter över havet. Den ligger vid sjön Lagoa Rodrigo de Freitas.
Terrängen runt Parque Lage är kuperad åt nordväst, men åt sydost är den platt. Havet är nära Parque Lage åt sydost. Trakten är tätbefolkad. Närmaste större samhälle är Rio de Janeiro, 6,3 km norr om Parque Lage. 